# 4694 Festou
4694 Festou è un asteroide della fascia principale. Scoperto nel 1985, presenta un'orbita caratterizzata da un semiasse maggiore pari a 2,7196400 UA e da un'eccentricità di 0,1906785, inclinata di 5,66199° rispetto all'eclittica.